# Mark Simpson

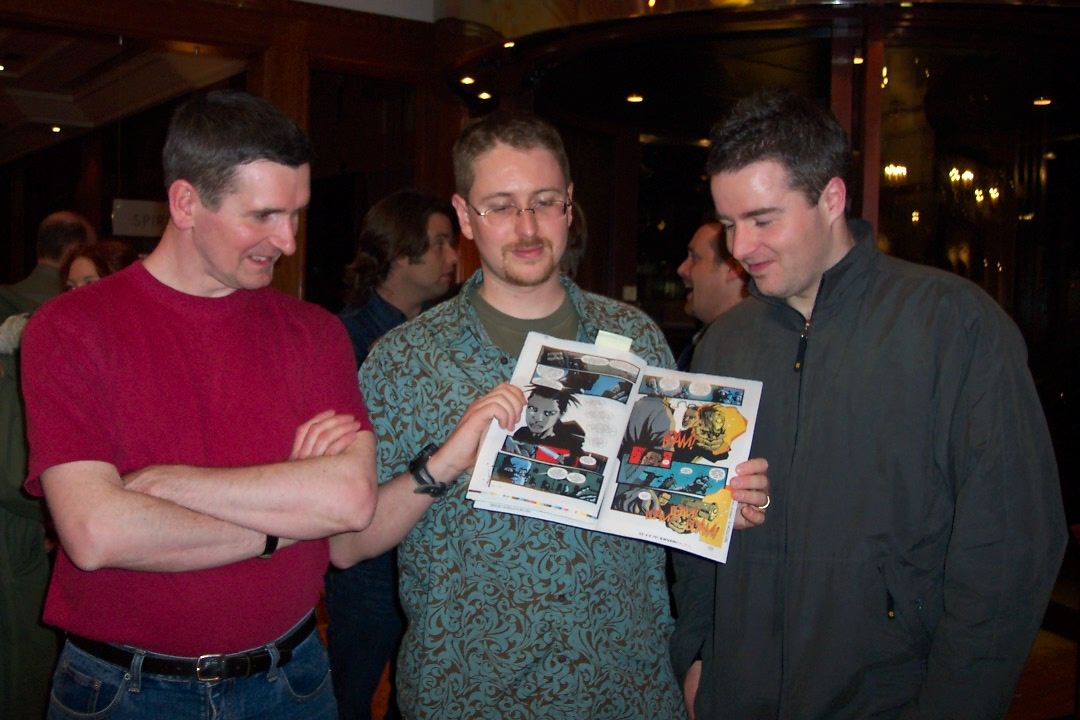
Mark Simpson (pierwszy z prawej) razem z Mikiem Careyem (z lewej) i Andym Diggle (w środku)

Mark Simpson, pseud. art. Jock – szkocki rysownik.
Karierę rozpoczął od ilustrowania gier RPG i kart do gry Magic: The Gathering. W 1999 zaczął publikować komiksy w magazynach „2000 AD” i „The Judge Dredd Magazine”. W 2001 zdobył nagrodę British National Comic Award dla najlepszego młodego rysownika. Obecnie pracuje dla wydawnictwa DC Comics. Rysuje okładki do serii: Batman i Detective Comics. Najbardziej znany jest z rysunków do serii The Losers (Straceńcy), którą razem z Andym Diggle tworzą dla imprintu DC – Vertigo.
Nie ogranicza się tylko do rysowania komiksów. Pracuje w reklamie, robił ilustracje do reklam m.in. MTV, British Airways, PlayStation, Nintendo.